# NRL 2010
Die NRL 2010 war die dreizehnte Saison der National Rugby League, der australisch-neuseeländischen Rugby-League-Meisterschaft. Den ersten Tabellenplatz nach Ende der regulären Saison belegten die St. George Illawarra Dragons, die im Finale 32:8 gegen die Sydney Roosters gewannen und damit zum ersten Mal die NRL gewannen.

## Tabelle
|      | Team                          | Spiele | Siege | Unent. | Ndlg. | Spiel- punkte | Diff. | Tabellen- punkte |
| ---- | ----------------------------- | ------ | ----- | ------ | ----- | ------------- | ----- | ---------------- |
| 01.  | St. George Illawarra Dragons  | 24     | 17    | 0      | 7     | 518:299       | + 219 | 38               |
| 02.  | Penrith Panthers              | 24     | 15    | 0      | 9     | 645:489       | + 156 | 34               |
| 03.  | Wests Tigers                  | 24     | 15    | 0      | 9     | 537:503       | + 34  | 34               |
| 04.  | Gold Coast Titans             | 24     | 15    | 0      | 9     | 520:498       | + 22  | 34               |
| 05.  | New Zealand Warriors          | 24     | 14    | 0      | 10    | 539:486       | + 53  | 32               |
| 06.  | Sydney Roosters               | 24     | 14    | 0      | 10    | 559:510       | + 49  | 32               |
| 07.  | Canberra Raiders              | 24     | 13    | 0      | 11    | 499:493       | + 6   | 30               |
| 08.  | Manly-Warringah Sea Eagles    | 24     | 12    | 0      | 12    | 545:510       | + 35  | 28               |
| 09.  | South Sydney Rabbitohs        | 24     | 11    | 0      | 13    | 584:567       | + 17  | 26               |
| 010. | Brisbane Broncos              | 24     | 11    | 0      | 13    | 508:535       | - 27  | 26               |
| 011. | Newcastle Knights             | 24     | 10    | 0      | 14    | 499:569       | - 70  | 24               |
| 012. | Parramatta Eels               | 24     | 10    | 0      | 14    | 413:491       | - 78  | 24               |
| 013. | Canterbury-Bankstown Bulldogs | 24     | 9     | 0      | 15    | 494:539       | - 45  | 22               |
| 014. | Cronulla-Sutherland Sharks    | 24     | 7     | 0      | 17    | 354:609       | - 255 | 18               |
| 015. | North Queensland Cowboys      | 24     | 5     | 0      | 19    | 425:667       | - 242 | 14               |
| 016. | Melbourne Storm               | 24     | 14    | 0      | 10    | 489:363       | + 126 | 0*               |

- Da in dieser Saison jedes Team zwei Freilose hatte, wurden nach der Saison zur normalen Punktezahl noch 4 Punkte dazugezählt.

* Aufgrund ihrer Verstöße gegen das Salary Cap wurden Melbourne alle Punkte der Saison 2010 aberkannt und alle weiteren Punkte nicht gutgeschrieben.

## Playoffs

### Ausscheidungs/Qualifikationsplayoffs
| 10. September 19:35 | Gold Coast Titans | 28 : 16 | New Zealand Warriors | Skilled Park, Gold Coast Zuschauer: 27.026 Schiedsrichter: Gavin Badger, Tony Archer |
| 10. September 19:35 | (22:6) Bericht    |         |                      | Skilled Park, Gold Coast Zuschauer: 27.026 Schiedsrichter: Gavin Badger, Tony Archer |

| 11. September 18:30 | Wests Tigers   | 15 : 19 n. V. | Sydney Roosters | Sydney Football Stadium, Sydney Zuschauer: 33.315 Schiedsrichter: Matt Cecchin, Shayne Hayne |
| 11. September 18:30 | (10:2) Bericht |               |                 | Sydney Football Stadium, Sydney Zuschauer: 33.315 Schiedsrichter: Matt Cecchin, Shayne Hayne |

| 11. September 20:30 | Penrith Panthers | 22 : 24 | Canberra Raiders | CUA Stadium, Sydney Zuschauer: 16.668 Schiedsrichter: Ben Cummins, Steve Lyons |
| 11. September 20:30 | (12:18) Bericht  |         |                  | CUA Stadium, Sydney Zuschauer: 16.668 Schiedsrichter: Ben Cummins, Steve Lyons |

| 12. September 16:00 | St. George Illawarra Dragons | 28 : 0 | Manly-Warringah Sea Eagles | WIN Jubilee Oval, Sydney Zuschauer: 15.574 Schiedsrichter: Jared Maxwell, Jason Robinson |
| 12. September 16:00 | (10:0) Bericht               |        |                            | WIN Jubilee Oval, Sydney Zuschauer: 15.574 Schiedsrichter: Jared Maxwell, Jason Robinson |

### Viertelfinale
| 17. September 19:45 | Canberra Raiders | 24 : 26 | Wests Tigers | Canberra Stadium, Canberra Zuschauer: 26.746 Schiedsrichter: Tony Archer, Jared Maxwell |
| 17. September 19:45 | (12:18) Bericht  |         |              | Canberra Stadium, Canberra Zuschauer: 26.746 Schiedsrichter: Tony Archer, Jared Maxwell |

| 18. September 19:35 | Sydney Roosters | 34 : 12 | Penrith Panthers | Sydney Football Stadium, Sydney Zuschauer: 23.459 Schiedsrichter: Shayne Hayne, Ben Cummins |
| 18. September 19:35 | (12:0) Bericht  |         |                  | Sydney Football Stadium, Sydney Zuschauer: 23.459 Schiedsrichter: Shayne Hayne, Ben Cummins |

### Halbfinale
| 24. September 19:35 | Gold Coast Titans | 6 : 32 | Sydney Roosters | Suncorp Stadium, Brisbane Zuschauer: 44.787 Schiedsrichter: Tony Archer, Jared Maxwell |
| 24. September 19:35 | (6:12) Bericht    |        |                 | Suncorp Stadium, Brisbane Zuschauer: 44.787 Schiedsrichter: Tony Archer, Jared Maxwell |

| 25. September 19:35 | St. George Illawarra Dragons | 13 : 12 | Wests Tigers | ANZ Stadium, Sydney Zuschauer: 71.212 Schiedsrichter: Shayne Hayne, Ben Cummins |
| 25. September 19:35 | (6:12) Bericht               |         |              | ANZ Stadium, Sydney Zuschauer: 71.212 Schiedsrichter: Shayne Hayne, Ben Cummins |

### Grand Final
| 3. Oktober 2010 17:00 | St. George Illawarra Dragons | 32 : 8        | Sydney Roosters                                 | ANZ Stadium, Sydney Zuschauer: 82.334 Schiedsrichter: Tony Archer, Shayne Hayne |
| 3. Oktober 2010 17:00 | Versuche: Gasnier 8. erh. Nightingale 46. erh., 60. erh. Young 63. erh. Fien 70. erh. Erhöhungen: Soward (5/5) Straftritte: Soward (1/2) 67. | (6:8) Bericht | Versuche: Anasta 16. n.erh. Aubusson 20. n.erh. | ANZ Stadium, Sydney Zuschauer: 82.334 Schiedsrichter: Tony Archer, Shayne Hayne |

| 1                  | Darius Boyd       |
| 2                  | Brett Morris      |
| 3                  | Mark Gasnier      |
| 4                  | Matt Cooper       |
| 5                  | Jason Nightingale |
| 6                  | Jamie Soward      |
| 7                  | Ben Hornby        |
| 8                  | Neville Costigan  |
| 9                  | Dean Young        |
| 10                 | Michael Weyman    |
| 11                 | Beau Scott        |
| 12                 | Ben Creagh        |
| 13                 | Jeremy Smith      |
| Auswechselspieler: |                   |
| 14                 | Nathan Fien       |
| 15                 | Trent Merrin      |
| 16                 | Matt Prior        |
| 17                 | Jarrod Saffy      |

| 1                  | Anthony Minichiello     |
| 2                  | Joseph Leilua           |
| 3                  | Kane Linnett            |
| 4                  | Shaun Kenny-Dowall      |
| 5                  | Sam Perrett             |
| 6                  | Todd Carney             |
| 7                  | Mitchell Pearce         |
| 8                  | Jason Ryles             |
| 9                  | Jake Friend             |
| 20                 | Lopini Paea             |
| 11                 | Nate Myles              |
| 12                 | Mitchell Aubusson       |
| 13                 | Braith Anasta           |
| Auswechselspieler: |                         |
| 10                 | Frank-Paul Nu'uausala   |
| 14                 | Martin Kennedy          |
| 15                 | Jared Waerea-Hargreaves |
| 16                 | Daniel Conn             |

## Statistik
Meiste erzielte Versuche
|    | Name               | Versuche | Verein                       |
| -- | ------------------ | -------- | ---------------------------- |
| 1. | Akuila Uate        | 21       | Newcastle Knights            |
| 1. | Shaun Kenny-Dowall | 21       | Sydney Roosters              |
| 3. | Israel Folau       | 20       | Brisbane Broncos             |
| 3. | Brett Morris       | 20       | St. George Illawarra Dragons |
| 5. | Manu Vatuvei       | 19       | New Zealand Warriors         |

Meiste erzielte Punkte
|    | Name           | Punkte | Verein                     |
| -- | -------------- | ------ | -------------------------- |
| 1. | Michael Gordon | 252    | Penrith Panthers           |
| 2. | Todd Carney    | 223    | Sydney Roosters            |
| 3. | Benji Marshall | 187    | Wests Tigers               |
| 4. | James Maloney  | 184    | New Zealand Warriors       |
| 5. | Jamie Lyon     | 182    | Manly-Warringah Sea Eagles |